# 严援朝
严援朝（1951年10月26日—）。CCDOS 发明人，四通利方中文支撑环境主要开发者之一。

## 生平
毕业于华中科技大学，曾经担任新浪网总工程师兼CTO，继任者是李嵩波。